# Бабаяров, Атамурад
Атамурад Бабаяров — советский узбекистанский хозяйственный деятель, Герой Социалистического Труда.

## Биография
Родился в 1910 году на территории современного Чиракчинского района Кашкадарьинской области. Член КПСС с 1942 года.
В 1930—1938 — бригадир хлопководческой бригады, в 1938—1940 — механизатор, в 1940—1950 — председатель совета урожайности, председатель, секретарь парткома колхоза «Кизил дивизия» Чархинского района Самаркандской области.
В 1950—1959 — бригадир полеводческой бригады колхоза имени Молотова Чархинского района Самаркандской области.
Указом Президиума Верховного Совета СССР от 11 января 1957 года присвоено звание Героя Социалистического Труда с вручением ордена Ленина и золотой медали «Серп и Молот».
Умер после 1974 года.

## Награды и звания
- Герой Социалистического Труда (11.01.1957)
- Орден Ленина (11.01.1957)